# Међери мост у Будимпешти
Међери мост, (Megyeri) раније познат као Северни мост М0 Дунав, је мост са жичаним кабловима који премошћује реку Дунав између Будима и Пеште, односно западне и источне стране Будимпеште, главног града Мађарске. Важан је део обилазнице М0 око Будимпеште. 
Мост је коштао 63 милијарде форинти (приближно 300 милиона америчких долара) и званично је отворен 30. септембра 2008. године; међутим, Државна управа за саобраћај Мађарске издала је само привремене дозволе због неслагања међу приградским областима које окружују мост. 

## Техничке информације
Укупна дужина моста је 1862 м. Структурно је састављен од пет делова: 
1. Мост на левој обали у инундационом подручју: 148м
2. Главни део моста (са кабловима): 590 м са распоном од 300 м
3. Мост у инундационом подручју Сент Андреја: 559м
4. Мост на Сент Андреји: 332м
5. Мост на десној обали у инундационом подручју: 218м

## Анкета о имену
Министарство економских послова и саобраћаја Мађарске организовало је јавно гласање путем интернета како би затражило могућа имена за нови мост. Три имена са највише гласова, као и предлоге локалних власти, картографа, лингвиста и других стручњака, требало је да размотри владин одбор пре него што је одабрано коначно име моста. Номинације су прихватане до 21. августа 2006, а гласање је завршено 8. септембра 2006. 
Интернет - анкета о именовању, којом је утврђивано ново име недавно изграђеног моста, изазвала је расправу и привукла медијску пажњу када су победили амерички комичари Стивен Колберг (Stephen Colbert) и Џон Стјуарт (Jon Stewart). 
Ипак, 28. септембра 2006. године објављено је да ће мост добити назив " Међери (Megyeri) мост ", иако се то име није пробило у други круг гласања. Мађарски одбор  оправдао је коначни назив објашњавајући да мост повезује градске округе који у називу имају реч "међери" - Kaposztasmegyer и Bekasmegyer. 